# Épisodes de La Vie devant nous
 (octobre 2022).
Si vous disposez d'ouvrages ou d'articles de référence ou si vous connaissez des sites web de qualité traitant du thème abordé ici, merci de compléter l'article en donnant les références utiles à sa vérifiabilité et en les liant à la section « Notes et références ».
Cet article présente les épisodes de la série télévisée française La Vie devant nous.

## Généralités
- Si vous ne connaissez pas le sujet, laissez ce bandeau (vous pouvez alors contacter les auteurs).
- Si vous supprimez le contenu mis en cause (vous pouvez préalablement contacter les auteurs),

argumentez précisément cette suppression dans la page de discussion
(un manque de référence n'est pas un argument ; une recherche réelle de référence doit avoir été effectuée, être formellement documentée).
- TF1 a débuté la première diffusion de la série par l'épisode 8.
- Chaque épisode a pour générique d'ouverture et de fin la chanson More Life in a Tramps Vest (en) des Stereophonics.

## Liste des épisodes

### Épisode 1:Les Rebelles
- France :

- Marine Danaux : Adèle Walberg
- Olivier Pagès : Jean-Claude Walberg
- Diego Porres : le patron de la boîte

- Ian Pooley – Coraçao Tambor
- Raffen – Undertone
- Raffen – Enough Of Your Lies
- Only Paradise – You Got The Way

### Épisode 2:Marine
- France :

- Marine Danaux : Adèle Walberg

- Stereophonics – She Takes Her Clothes Off
- Heather Nova – Paper Cup
- Chocolate Genius – Don't Look Down'
- Stereophonics – Pick A Part That's New

### Épisode 3:Stan Babysitter
- France :

- Charles Autheman : Nico
- Christophe Vienne : le père de Nico
- Laurence Colussi : la mère de Nico
- Julia Vignali : la vendeuse

- Madasun – Walkin' On Water
- Madasun – Don't You Worry
- Stereophonics – T-Shirt Suntan
- Stereophonics – I Wouldn't Believe Your Radio (Single Version)
- Only Paradise – You Got The Way

### Épisode 4:Harcèlement
- France :

- Morgan Perez : Geoffroy
- Diego Porres : le patron de la boîte
- Julia Vignali : Stéphanie
- Olivia Mouriès : la fille timide
- Stéphanie Papanian : la fille brune
- Fanny Chesnel : la fille mec

- Only Paradise – You Got The Way
- Chocolate Genius – Life
- Ian Pooley – Coraçao Tambor (feat. Rosanna & Zélia)

### Épisode 5:L'Adoption
- France :

- Julia Vignali : Stéphanie
- Marie-Hélène Lentini : Mme Zem
- Arnaud Schmitt

- Jungle Brothers – Early Morning
- Madasun — Don't You Worry
- Stereophonics – I Stopped To Fill My Car Up
- Stereophonics — Pick A Part That's New
- Heather Nova — Paper Cup

### Épisode 6:Le Producteur
- France :

- Christophe Laubion : Laurent Favart (le producteur)
- Élodie Frenck : Sonia

- Heather Nova — Paper Cup
- Stereophonics — T-Shirt Suntan

### Épisode 7:Comme un grand
- France :

- Bernard Allouf : Édouard

- Stereophonics — I Wouldn't Believe Your Radio (Single Version)
- Grandaddy – Miner At The Dial-A-View
- Only Paradise — You Got The Way
- Stereophonics – A Thousand Trees
- Heather Nova – Heart & Shoulder
- 2 Thousand feat. D.D. Klein – Fire
- Mandalay – No Reality

### Épisode 8:La Poudre aux yeux
- France : 6 juillet 2002 sur TF1 à 18h55

- Delphine Chanéac : Alexia Buissière

- One Minute Silence – Holy Man
- Chocolate Genius – Hangover Nine
- Shemes – Wonderful Girl

### Épisode 9:Bac blanc
- France : 13 juillet 2002 sur TF1 à 18h55

- Héloïse Godet : Flora
- Marc Prin : Gérard

- Heather Nova — Heart & Shoulder
- Stereophonics — Pick A Part That's New
- Stereophonics — She Takes Her Clothes Off
- Heather Nova — Paper Cup
- Kluzo — "Be A Girl" et "Baby"

### Épisode 10:Confusions
- France : 20 juillet 2002 sur TF1 à 18h55

- Malcolm Conrath : Christopher
- Alice Taglioni : Irène Walter
- Zoé Nonn : Agathe
- Philippe Lenfant : Mec bar 1
- Amadou Njoya : Mec bar 2

- Madasun — Don't You Worry
- Only Paradise — You Got The Way
- Stereophonics — Pick A Part That's New
- Stereophonics — I Stopped To Fill My Car Up
- Chocolate Genius — Don't Look Down
- Stephanie Loevenbruck — Bot Lensh

### Épisode 11:Le Retour
- France : 27 juillet 2002 sur TF1 à 18h55

- Junior Rondinaud : Arnaud
- Jean-Luc Lebeau : le livreur

- Addict — Monster Side
- Addict — Underneath
- Stereophonics — Pick A Part That's New
- Stereophonics — T-Shirt Suntan
- Only Paradise — You Got The Way
- Kluzo — "Funky" et "Baby"

### Épisode 12:Voyance
- France : 3 août 2002 sur TF1 à 17h50

- Alice Taglioni : Irène Walter
- Anne-Marie Pisani : la voyante

- Jungle Brothers — Early Morning
- Stereophonics — I Wouldn't Believe Your Radio (Single Version)
- Heather Nova — Keep Me

### Épisode 13:Meilleurs Vœux
- France : 10 août 2002 sur TF1 à 17h50

- Heather Nova — Heart & Shoulder
- Only Paradise — You Got The Way
- Madasun — Don't You Worry
- Stereophonics — T-Shirt Suntan
- Kluzo — "Be A Girl" et "Baby"

### Épisode 14:Le Film
- France : 17 août 2002 sur TF1 à 17h50

- Lounès Tazaïrt : M. Zem
- Serge Gonnin : Méo (le webmaster)

- 2 Thousand feat. D.D. Klein — Fire
- Raffen — Enough Of Your Lies
- Stereophonics — Pick A Part That's New
- Stereophonics — She Takes Her Clothes Off
- Stereophonics — I Stopped To Fill My Car Up
- Jungle Brothers — Sexy Body
- Madasun — Don't You Worry
- Kluzo — "Teknostyle" et "Hour"
- Stephanie Loevenbruck — "Trip Fontain" et "Kazem"

### Épisode 15:Concours de circonstance
- France : 24 août 2002 sur TF1 à 17h50

- Nathalie Fensie : Olivia

- Madasun — Don't You Worry
- Stephanie Loevenbruck — "You" et "Upsi"
- Râ — "Nobody Knows" et "Darkness Inside"
- Stereophonics — Pick A Part That's New
- Chocolate Genius — Life
- Shemes – Wonderful Girl
- Stereophonics — T-Shirt Suntan
- Madasun — Walkin' On Water
- Addict — Monster Side
- Chocolate Genius — Hangover Nine
- Kluzo — "Be A Girl" et "Hour"

### Épisode 16:Saint Valentin
- France : 31 août 2002 sur TF1 à 17h50

- Anne Roussel : Barbara

- Madasun — Walkin' On Water
- Râ — Darkness Inside
- Stereophonics — I Wouldn't Believe Your Radio (Single Version)
- Stephanie Loevenbruck — D1 bot
- Raffen — Enough Of Your Lies
- Shemes – Wonderful Girl
- Chocolate Genius — Life
- Kluzo — "Funky", "Baby", "Chacha", "Be A Girl" et "Hour"
- Addict — Underneath
- Madasun — Don't You Worry
- Chocolate Genius — Don't Look Down
- 2 Thousand feat. D.D. Klein — Fire
- Stereophonics — T-Shirt Suntan

### Épisode 17:Le Fait accompli
- France :

- Marianne Anska : Karine
- Nathalie Fensie : Olivia
- Pierre-Jean Chabert : Pradier

- Râ — "Darkness Inside" et "Nobody Know"
- Heather Nova — Keep Me
- Stereophonics — I Wouldn't Believe Your Radio (Single Version)
- Heather Nova — Heart & Shoulder
- Addict — Underneath
- Stereophonics — Pick A Part That's New
- Kluzo — "Baby" et "Chacha"
- Chocolate Genius — Don't Look Down
- Stereophonics — She Takes Her Clothes Off
- Madasun — Walkin' On Water
- 2 Thousand feat. D.D. Klein — Fire

### Épisode 18:Place Blanche
- France :

- Yves Afonso : Didier Delacroix (le directeur du personnel du Moulin Rouge)
- Léa Bosco : Johanna
- Éric Boo : le fantaisiste

- Grandaddy — Miner At The Dial-A-View
- Stereophonics — Pick A Part That's New
- Stereophonics — T-Shirt Suntan
- Stereophonics — She Takes Her Clothes Off
- Féerie Instrumental (Pierre Porte)
- Féerie Chant (Pierre Porte)
- Jungle Brothers — Sexy Body
- Kluzo — ChaCha
- Shemes – Wonderful Girl

### Épisode 19:Le Bulletin
- France :

- Nathalie Fensie : Olivia

- Grandaddy — Miner At The Dial-A-View
- Stereophonics — Pick A Part That's New
- Chocolate Genius — Life
- Stereophonics — I Wouldn't Believe Your Radio (Single Version)
- Addict — Monster Side
- Stephanie Loevenbruck — "Trial" et "Upsi"
- Jungle Brothers — Early Morning
- Kluzo — ChaCha
- Heather Nova — Keep Me

### Épisode 20:Liaison interdite
- France :

- Jean-Michel Tinivelli : Julien
- Ève Craquelin : Anna
- Nathalie Fensie : Olivia

- Madasun — Don't You Worry
- Heather Nova — Keep Me
- Heather Nova — Heart & Shoulder
- Stereophonics — Pick A Part That's New
- Râ — Talk To Me
- Kluzo – Hour
- Heather Nova — Paper Cup

### Épisode 21:Un jeu cruel
- France :

- Malcolm Conrath : Christopher
- Matthieu Boujenah : Vincent
- Bruno Chapelle : le médecin

- Madasun — Don't You Worry
- Stereophonics — She Takes Her Clothes Off
- Jungle Brothers — Sexy Body
- Eskobar — Tumbling Down
- OPS — Sand
- Jungle Brothers — Early Morning
- Râ — Nobody Knows
- Stephanie Loevenbruck — You

### Épisode 22:Partir, revenir
- France :

- Warren Zavatta : Booster
- Géraldine Adams : Vanessa
- Jule : Ingrid
- Yasmine Belmadi : Nadir

- Stereophonics — I Wouldn't Believe Your Radio (Single Version)
- 2 Thousand feat. D.D. Klein — Fire
- Râ — Nobody Knows
- Kluzo — Chacha
- Jungle Brothers — Sexy Body
- Sheen — Brand New Guru
- Stephanie Loevenbruck — Upsi
- Michelle Rowe — Traffic
- Addict — Monster Side
- Stereophonics — T-Shirt Suntan

### Épisode 23:Usurpation d'identité
- France :

- Jean-Marie Juan : M. Peretti (le journaliste)

- Madasun — Don't You Worry
- Chocolate Genius — Life
- Sheen — Follow Me Down
- Sheen — Brand New Guru
- Sheen — 3 Words
- Stereophonics — Pick A Part That's New

### Épisode 24:La Maladie de Barthe
- France :

- Julie de Bona : Éloïse
- Nathalie Cerda : la psy

- Sheen — Brand New Guru
- Stephanie Loevenbruck — Upsi
- Râ — Nobody Knows
- Sheen — Love Town
- Stereophonics — I Wouldn't Believe Your Radio (Single Version)
- Sheen — Girl On The Moon
- Heather Nova — Keep Me
- Stephanie Loevenbruck — Tek 1
- Stereophonics — Pick A Part That's New

### Épisode 25:Rien ne sert de courir
- France :

- Julie de Bona : Éloïse

- Stereophonics — T-Shirt Suntan
- Stereophonics — I Wouldn't Believe Your Radio (Single Version)
- Miss — I've Got On The Train
- Stereophonics — Pick A Part That's New
- Madasun — Don't You Worry
- Stereophonics — She Takes Her Clothes Off
- Addict — Monster Side
- Râ — Darkness Inside
- Sheen — Follow Me Down
- Michelle Rowe — Before The Sun Goes Down
- Torment — The Plunge
- Heather Nova — Paper Cup
- Heather Nova — Heart & Shoulder
- Stephanie Loevenbruck — You
- Sheen — Love Town
- Madasun — Walkin' On Water
- Sheen — Girl On The Moon

### Épisode 26:Vérités ou mensonges
- France :

- Rémi Martin : M. Paul Revault (le prof de philo)
- Julie de Bona : Éloïse
- Laëtitia Fourcade : Christina

- Stereophonics — T-Shirt Suntan
- Miss — Emily's Gone
- Madasun — Don't You Worry
- Sheen — Follow Me Down
- Jungle Brothers — Sexy Body
- Sheen — Girl On The Moon
- Stereophonics — Pick A Part That's New
- Stereophonics — She Takes Her Clothes Off
- Addict — Monster Side
- OP8 — Sand
- Râ — Nobody Knows
- Heather Nova — Keep Me
- Sheen — Brand New Guru
- Michelle Rowe — Before The Sun Goes Down
- Aimee Mann — Nothing Is Good Enough
- Aimee Mann — You Do

### Épisode 27:Sous-location
- France :

- Vincent Garanger : l'inspecteur
- Michel Dussarat : Marc-Hugues Shannon (le réalisateur)
- Olivia Del Rio : Dolorès Goldix (l'actrice porno)

- Stereophonics — Have A Nice Day
- Miss — I've Got On The Train
- Stereophonics — I Wouldn't Believe Your Radio (Single Version)
- Madasun — Don't You Worry
- Sheen — Brand New Guru
- Stereophonics — Pick A Part That's New
- Shemes — Wonderful Girl
- Râ — Nobody Knows
- Heather Nova — Heart & Shoulder
- Stephanie Loevenbruck — Tek One
- Michelle Rowe — Before The Sun Goes Down
- Miss — Emily's Gone
- Aimee Mann — You Do

### Épisode 28:Pour le meilleur et pour le pire
- France :

- Stereophonics — Nice To Be Out
- Miss — I've Got On The Train
- Stereophonics — Lying In The Sun
- Madasun — Don't You Worry
- Sheen — Brand New Guru
- Stereophonics — Pick A Part That's New
- Sheen — Follow Me Down
- Addict — Monster Side
- Râ — Did I
- Heather Nova — Keep Me
- Stephanie Loevenbruck — Tek One
- Michelle Rowe — Breakfast With Al Pacino
- Sheen — Love Town
- Aimee Mann — Nothing Is Good Enough

### Épisode 29:Arrestation
- France :

- Maurice Risch : Maître Clavel (l'avocat)
- Mehdi El Glaoui : l'inspecteur
- Jule : Ingrid
- Malo : Thierry Perron
- Jean Luisi : le patron de la boîte

- Stereophonics — Have A Nice Day
- Jungle Brothers — Sexy Body
- Sheen — Brand New Guru
- Heather Nova — Keep Me
- Stereophonics — I Wouldn't Believe Your Radio (Single Version)
- Râ — Nobody Knows
- Heather Nova — Paper Cup
- Stephanie Loevenbruck — Tek One
- Michelle Rowe — Night Star
- Stereophonics — T-Shirt Suntan
- Aimee Mann — You Do
- La chanson "Player" écrite et interprétée par Jule (Ingrid)

### Épisode 30:La vie continue
- France :

- Delphine Le Floch : la fille de l'accueil
- Sophie Le Touze : la masseuse

- Stereophonics — Have A Nice Day
- Stereophonics — I Stopped To Fill My Car Up
- Chocolate Genius — Life
- Sheen — Love Town
- Heather Nova — Paper Cup
- Stereophonics — I Wouldn't Believe Your Radio (Single Version)
- Stereophonics — Lying In The Sun
- Telton — Always On My Mind
- Michelle Rowe — Before The Sun Goes Down
- Michelle Rowe — Stop Before I Scream
- Stereophonics — T-Shirt Suntan
- Jérome Lemonnier — Torment

### Épisode 31:Tout un roman
- France :

- Malo : Thierry Perron
- Valéry Schatz : Olivier
- François Bourcier : Dan
- Jean Luisi : le patron de la boîte

- Stereophonics — Pick A Part Thats' New
- Stereophonics — T-Shirt Suntan
- Madasun — Don't You Worry
- Miss — My Bones
- Eskobar — Tumbling Down
- Miss — I Need My Magic
- Michelle Rowe — Before The Sun Goes Down
- Michelle Rowe — Stop Before I Scream
- Kluzo — Be A Girl
- Stephanie Loevenbruck — Tek One

### Épisode 32:La Journée de la femme
- France :

- Matthieu Boujenah : Vincent
- Jean Luisi : le patron de la boîte

- Stereophonics — Have A Nice Day
- Addict — Monster Side
- Chocolate Genius — Life
- Sheen — Love Town
- Sheen — Brand New Guru
- Heather Nova — Heart & Shoulder
- Stereophonics — I Wouldn't Believe Your Radio (Single Version)
- Stereophonics — Mr. Writer
- Stephanie Loevenbruck — Tek One
- Michelle Rowe — Before The Sun Goes Down
- Stereophonics — Nice To Be Out
- Râ — Darkness Inside

### Épisode 33:Dérapage
- France :

- Stéphanie Bibard : Carla
- Matthieu Boujenah : Vincent

- Telton — Always On My Mind
- Miss — I've Got On The Train
- Addict — Monster Side
- Sheen — Brand New Guru
- Jungle Brothers — Sexy Body
- Stephanie Loevenbruck — Pressa
- Stereophonics — Pick A Part That's New
- Michelle Rowe — Before The Sun Goes Down
- Stephanie Loevenbruck — Tek One

### Épisode 34:Révolte
- France :

- Laëtitia Fourcade : Christina

- Stereophonics — Have A Nice Day
- Sheen — Love Town
- Râ — Did I
- Heather Nova — Keep Me
- Stereophonics — I Wouldn't Believe Your Radio (Single Version)
- Aimee Mann — Nothing Is Good Enough
- Sheen — Brand New Guru
- Michelle Rowe — Breathe
- Stereophonics — T-Shirt Suntan
- Michelle Rowe — Before The Sun Goes Down
- Stereophonics — Nice To Be Out

### Épisode 35:Machination
- France :

- Laëtitia Fourcade : Christina
- Romain Nonn : Anthony
- Amadou Njoya : Tuka

- Stereophonics — Pick A Part That's New
- Eskobar — Tumbling Down
- Sheen — Brand New Guru
- Shemes - Wonderful Girl
- Michelle Rowe — Before The Sun Goes Down
- Stereophonics — Have A Nice Day
- Jungle Brothers — Sexy Body
- Stereophonics — T-Shirt Suntan
- Telton — Into The Light
- Michelle Rowe — Follow Me Down
- Ghislain de Kergorlay — The Plunge

### Épisode 36:Révisions
- France :

- Domenico Gabrielli : Pascal Novic

- Stereophonics — Pick A Part That's New
- Sheen — Brand New Guru
- Eskobar — Tumbling Down
- Sheen — Love Town
- Stereophonics — Have A Nice Day
- Nicky Haimo — Big Dog Lady
- Michelle Rowe — Before The Sun Goes Down
- Aimee Mann — You Do
- Michelle Rowe — Stop Before I Scream
- Chocolate Genius — Life
- Stereophonics — I Wouldn't Believe Your Radio (Single Version)

### Épisode 37:Une semaine mouvementée
- France :

- Tristan Petitgirard : Christopher Pascal

- Heather Nova — Keep Me
- Nicky Haimo — Big Dog Lady
- Eskobar — Tumbling Down
- OP8 — Sand
- Aimee Mann — Nothing Is Good Enough
- Râ — Darkness Inside
- Michelle Rowe — Follow Me Down
- Stephanie Loevenbruck — Pressa
- Miss — I Need My Magic
- Madasun — Walkin' On Water
- Stephanie Loevenbruck — Tek One
- Sheen — Love Town
- Jungle Brothers — Sexy Body
- Stereophonics — Have A Nice Day

### Épisode 38:L'Épreuve de français
- France :

- Géraldine Adams : Vanessa
- Jacques Brylant : 1er examinateur
- Tugdual Rio : 2e examinateur

- Stereophonics — T-Shirt Suntan
- Stereophonics — Pick A Part That's New
- Nicky Haimo — One Fine Day
- Aimee Mann — You Do
- Nicky Haimo — Duck For Dinner
- Addict — Monster Side
- Miss — Emily's Gone
- Sheen — Love Town
- Sheen — Three Words
- Michelle Rowe — Before The Sun Goes Down
- Elbow — Any Day Now

### Épisode 39:La Rentrée
- France :

- Arnaud Le Bozec : le responsable
- Christophe Hémon : Philippe
- Juliette Nonn : Mme Bergeret

- Stereophonics — Have A Nice Day
- Aime Mann — Driving Sideways
- Michelle Rowe — Before The Sun Goes Down
- Miss — I've Got On The Train
- Sheen — Brand New Guru
- Madasun — Don't You Worry
- Chocolate Genius — Don't Look Down
- Miss — Emily's Gone
- Eskobar — Tumbling Down
- Stereophonics — T-Shirt Suntan
- Nicky Haimo — Big Dog Lady
- Stereophonics — I Stopped To Fill My Car Up

### Épisode 40:Échec et Mat
- France :

- Nicolas Carpentier : Dominique Logier (le pion)

- Stereophonics — Lying In The Sun
- Michelle Rowe — Before The Sun Goes Down
- Michelle Rowe — Love
- Aimee Mann — Driving Sideways
- Miss — I Need My Magic
- Sheen — Brand New Guru
- Madasun — Walkin' On Water
- Miss — My Bones
- Michelle Rowe — Stop Before I Scream
- Stereophonics — Have A Nice Day

### Épisode 41:Duelles
- France :

- Heather Nova — Heart & Shoulder
- Sheen — Love Town
- Aimee Mann — Nothing Is Good Enough
- Râ — Nobody Knows
- Miss — My Bones
- Michelle Rowe — Breakfast With Al Pacino
- Madasun — Don't You Worry
- Nicky Haimo — Big Dog Lady
- Michelle Rowe — Before The Sun Goes Down
- Stereophonics — T-Shirt Suntan

### Épisode 42:Le Mal par le mal
- France :

- Caty Baccega : Théa
- Jeanne Cellard : la mamie

- Stereophonics — I Wouldn't Believe Your Radio (Single Version)
- Aimee Mann — You Do
- Râ — Nobody Knows
- Madasun — Don't You Worry
- Sheen — Brand New Guru
- Stereophonics — Nice To Be Out
- Eskobar — Tumbling Down
- Stephanie Loevenbruck — Glances
- Stephanie Loevenbruck — Tango De La Luz

### Épisode 43:Crise d'identité
- France :

- Christian Bouillette: l'inspecteur
- Jocelyn Lagarrigue : Fred
- Joachim Serreau : John
- Michel Scotto di Carlo : Brosset

- Stereophonics — T-Shirt Suntan
- Miss — My bones
- Jungle Brothers — Early Morning
- Sheen — Love Town
- Michelle Rowe — Before The Sun Goes Down
- Nicky Haimo — Big Dog Lady
- Addict — Monster Side
- L'Arrivée — BO Les Couilles De L'éléphant
- Sheen — Brand New Guru
- Stereophonics — Mr. Writer
- Michelle Rowe — Stop Before I Scream
- Miss — I Need My Magic

### Épisode 44:Au pied du mur
- France :

- Yasmine Belmadi : Nadir
- Lyèce Boukhitine : le cousin de Nadir
- Hélène Mahieu : la fleuriste
- Philippe Reversat : le barman

- Stereophonics — Have A Nice Day
- Miss — I've Got On The Train
- Stephanie Loevenbruck — Tek Bot
- Shemes — Wonderful girl
- Addict — Monster Side
- Sheen — Running After You
- Heather Nova — Heart & Shoulder
- Nicky Haimo — Duck For Dinner
- Aimee Mann — Nothing Is Good Enough
- Miss — Emily's Gone

### Épisode 45:La Censure
- France :

- Tristan Petitgirard : Christopher

- Stereophonics — Have A Nice Day
- Sheen — Brand New Guru
- Michelle Rowe — Before The Sun Goes Down
- Stereophonics — Pick A Part That's New
- Stephanie Loevenbruck — Glances
- Miss — My Bones
- L'Arrivée — BO Les Couilles De L'éléphant
- Nicky Haimo — Big Dog Lady
- Sheen — Love Town

### Épisode 46:Un homme de cœur
- France :

- Sarah-Laure Estragnat : Inspecteur Sabrina Marchandais
- Laurent Assie : Arnaud Ressac
- Jocelyn Lagarrigue : Fred Manzoni
- Joachim Serreau : John
- Cartman : un gardé à vue
- Laurence Guillermaz : Marion Golan

- Nicky Haimo — One Fine Day
- Stereophonics — Have A Nice Day
- Sheen — Brand New Guru
- Telton — Never Say Why
- Stereophonics — I Wouldn't Believe Your Radio (Single Version)
- Michelle Rowe — Before The Sun Goes Down
- Michelle Rowe — Stop Before I Scream
- Nicky Haimo — Big Dog Lady

### Épisode 47:L'Arnaque
- France :

- Christian Vadim : Jean-Marc (le fiancé de Pauline)
- Jacques Bouanich : Jacques (le patron du golf)
- Xavier Maly : l'acheteur du tableau

- Heather Nova — Keep Me
- Sheen — Love Town
- Aimee Mann — Nothing Is Good Enough
- Sheen — Brand New Guru
- Nicky Haimo — Duck For Dinner
- Sheen — Running After You
- Michelle Rowe — Before The Sun Goes Down
- Chocolate Genius — Life
- Nicky Haimo — Big Dog Lady
- Jérôme Lemonnier — Torment
- Aimee Mann — You do
- Râ — Nobody Knows
- Stereophonics — T-Shirt Suntan

### Épisode 48:Tel père, tel fils
- France :

- Pierre Forest : l'éditeur

- Heather Nova — Heart & Shoulder
- Sheen — Love Town
- Miss — My Bones
- Nicky Haimo — Duck For Dinner
- Sheen — Brand New Guru
- Nicky Haimo — One Fine Day
- Stephanie Loevenbruck — You
- Stereophonics — I Wouldn't Believe Your Radio (Single Version)
- Telton — Into The Light
- Michelle Rowe — Before The Sun Goes Down
- Stephanie Loevenbruck — Glances
- Aimee Mann — You do
- Miss — Emily's Gone

### Épisode 49:Star système
- France :

- Diane Robert : Liam
- Michel Allaire : Philippe Chavenay
- Tristan Petitgirard : Christopher

- Stereophonics — T-Shirt Suntan
- Michelle Rowe — Follow Me Down
- Miss — I Need My Magic
- Nicky Haimo — Big Dog Lady
- Madasun — Don't You Worry
- Sheen — Brand New Guru
- Miss — I've Got On The Train
- Stereophonics — Have A Nice Day
- Michelle Rowe — Close My Eyes

### Épisode 50:Ma mère
- France :

- Virgile Bayle : François Maupin (le producteur)
- Valérie Dermagne : la secrétaire

- Stereophonics — Have A Nice Day
- Sheen — Brand New Guru
- Nicky Haimo — One Fine Day
- Râ — Nobody Knows
- Michelle Rowe — Before The Sun Goes Down
- Jungle Brothers — Sexy Body
- Miss — Emily's Gone
- Stereophonics — I Wouldn't Believe Your Radio (Single Version)
- Nicky Haimo — Big Dog Lady

### Épisode 51:Trahison
- France :

- Sarah-Laure Estragnat : Inspecteur Sabrina Marchandais

- Stereophonics — T-Shirt Suntan
- Jungle Brothers — Sexy Body
- Sheen — Brand New Guru
- Michelle Rowe — Stop Before I Scream
- Aimee Mann — You Do
- Telton — Livin' Unplugged
- Stereophonics — Pick A Part That's New
- Stephanie Loevenbruck — Glances
- Nicky Haimo — Duck For Dinner
- Michelle Rowe — Before The Sun Goes Down

### Épisode 52:Les Lauréats
- France :

- Nadège Beausson-Diagne : Sandrine Lucas (la productrice TV)

- Stereophonics — Have A Nice Day
- Râ — Nobody Knows
- Stephanie Loevenbruck — The Top
- Eskobar — Tumbling Down
- Sheen — Girl On The Moon
- Nicky Haimo — Big Dog Lady
- Heather Nova — Keep Me
- Miss — I Need My Magic
- Sheen — Love Town